# کاروانسرای سه فرسخ
کاروانسرای سه فرسخ مربوط به دوران‌های تاریخی پس از اسلام است و در شهرستان بجستان، روستای سه فرسخ واقع شده و این اثر در تاریخ ۲۴ فروردین ۱۳۸۲ با شمارهٔ ثبت ۸۲۵۱ به‌عنوان یکی از آثار ملی ایران به ثبت رسیده است.